# Perla kiritschenkoi
Perla kiritschenkoi is een steenvlieg uit de familie borstelsteenvliegen (Perlidae). De wetenschappelijke naam van de soort is voor het eerst geldig gepubliceerd in 1961 door Zhiltzova.